# Стадион Партенопео
Стадион Партенопео (итал. Stadio Partenopeo, Stadio Giorgio Ascarelli) је био вишенаменски стадион у Напуљу, Италија. Користио се углавном за фудбалске утакмице, а био је и домаћи терен С.С.Ц. Наполи. Стадион је могао да прими 40.000 људи. Током Светског првенства 1934. био је домаћин за две утакмице. Стадион је уништен у бомбардовању 1942. током Другог светског рата.
Стадион је првобитно добио име по Ђорђу Аскарелију, италијанском спортском руководиоцу и бизнисмену у текстилној индустрији, међутим фашистички режим га је 1934. преименовао у Стадио Партенопео.

## Историја стадиона
Дизајниран од Амедеа Д'Албора као домаћин утакмица Наполија, стадион је изграђен између августа 1929. и фебруара 1930. године у близини Централне станице у Напуљу. Ђорђо Аскарели, текстилни индустријалац јеврејског порекла и први председник Наполија, у потпуности је финансирао градњу. Оригинално назван „Стадио Весувио“ по чувеном вулкану, имао је дрвене трибине са капацитетом од 20.000 гледалаца.
Прву утакмицу на стадиону, између Наполија и Трстине, која је завршена победом домаћина 4–1, одиграно је 16. фебруара 1930. године, док је званично отварање било 23. фебруара утакмицом против Јувентуса која је завршена нерешено, 2–2. Након више од две недеље, председник Аскарели је преминуо у 35. години од фулминантног перитонитиса, па је стадион преименован у „Стадио Ђорђо Аскарели“ у његову част.
За потребе Светског првенства у фудбалу 1934. године у Италији, стадион је реновиран армираним бетоном, што је повећало капацитет на 40.000 места. Преименован је у „Стадио Партенопео“, на основу имена града где се налазио Напуља. За време првенства, одигране су две утакмице: Мађарска против Египта у првој фази и меч за треће место између Немачке и Аустрије. Након првенства, стадион је наставио да буде домаћин утакмица Наполија, а 1937. године клуб је увео политику бесплатног улаза за жене.
Стадион је уништен током Другог светског рата 1942. године, у савезничком бомбардовању.

## Сватско првенство у фудбалу 1934.
Стадион је коришћен за две утакмице током ФИФА Светског првенства одржаног 1934. године.
| Датум         | Тим #1   | Рез. | Тим #2   | Фаза                    |
| ------------- | -------- | ---- | -------- | ----------------------- |
| 27. мај 1934. | Мађарска | 4–2  | Египат   | Осмина финала           |
| 7. јун 1934.  | Немачка  | 3–2  | Аустрија | Утакмица за треће место |